# Žilina (okres Kladno)
Obec Žilina se nachází v okrese Kladno ve Středočeském kraji. Je vzdálena 30 km západně od Prahy a 10 km od Kladna. Žije zde 836 obyvatel.

## Historie
Obec vznikla asi v polovině 12. století. První písemná zmínka o obci pochází z roku 1352, kdy místní družecká fara pod názvem "Družec cum Žilina" odvedla desátek o 30 groších. Obec byla královským majetkem, ale roku 1552 ji daroval král Ferdinand I. Janu Bořitovi z Martinic na Smečně, a tak se stala součástí smečenského panství. Tam zůstala až do roku 1918.

### Územněsprávní začlenění
Dějiny územněsprávního začleňování zahrnují období od roku 1850 do současnosti. V chronologickém přehledu je uvedena územně administrativní příslušnost obce v roce, kdy ke změně došlo:
- 1850 země česká, kraj Praha, politický okres Rakovník, soudní okres Nové Strašecí[4]
- 1855 země česká, kraj Praha, soudní okres Nové Strašecí[4]
- 1868 země česká, politický okres Slaný, soudní okres Nové Strašecí[4]
- 1937 země česká, politický okres Slaný expozitura Nové Strašecí, soudní okres Nové Strašecí[5]
- 1939 země česká, Oberlandrat Kladno, politický okres Slaný expozitura Nové Strašecí, soudní okres Nové Strašecí[6]
- 1942 země česká, Oberlandrat Praha, politický okres Slaný expozitura Nové Strašecí, soudní okres Nové Strašecí[7]
- 1945 země česká, správní okres Slaný expozitura Nové Strašecí, soudní okres Nové Strašecí[8]
- 1949 Pražský kraj, okres Nové Strašecí[9]
- 1960 Středočeský kraj, okres Kladno[10]

### Rok 1932
V obci Žilina (715 obyvatel, katol. kostel) byly v roce 1932 evidovány tyto živnosti a obchody: cihelna, obchod s dřívím, holič, 4 hostince, kolář, konsum Včela, košíkář, kovář, obchod s mlékem, mlýn, obuvník, 2 pekaři, pila, pokrývač, porodní asistentka, 3 řezníci, obchod se senem a slámou, 3 obchody se smíšeným zbožím, Spořitelní a záložní spolek pro Žilinu, stavební hmoty, tesařský mistr, 2 trafiky, obchod s velocipedy, zelinářství.

## Kulturní památka
Žilinský kostel Narození Panny Marie je zapsán jako kulturní památka od roku 1967. Kostel byl postaven roku 1770 a následující rok vysvěcen. První z oprav ve 20. století byla provedena v roce 1907, ale když byl v roce 1917 pro válečné účely odvezen zvon a cínové píšťaly do varhan, začíná kostel chátrat.
Druhá rekonstrukce proběhla v roce 1934 a kostel byl ještě téhož roku vysvěcen. V roce 1952 je ale kostel znovu uzavřen a v roce 1968 byl odvezen i zbytek inventáře. Kostel chátral až do roku 1992, kdy byla započata jeho třetí postupná rekonstrukce. V roce 1994 se v něm rozezněl nově instalovaný zvon a o rok později byl kostel opět vysvěcen.

## Doprava
- Pozemní komunikace – Do obce vedou silnice III. třídy.
- Železnice – Železniční trať ani stanice na území obce nejsou. Nejblíže obci je železniční stanice Kamenné Žehrovice ve vzdálenosti 5 km ležící na trati 120 z Prahy a Kladna do Rakovníka.
- Veřejná doprava – V obci se nachází dvě autobusové zastávky (Žilina a Žilina, Škola), ve kterých od prosince 2019 zastavuje autobusová linka 555 (Kladno, Aut. Nádr. – Kamenné Žehrovice – Žilina – Bratronice – Běleč – Sýkořice – Zbečno, Újezd nad Zbečnem/Křivoklát).

## Další fotografie

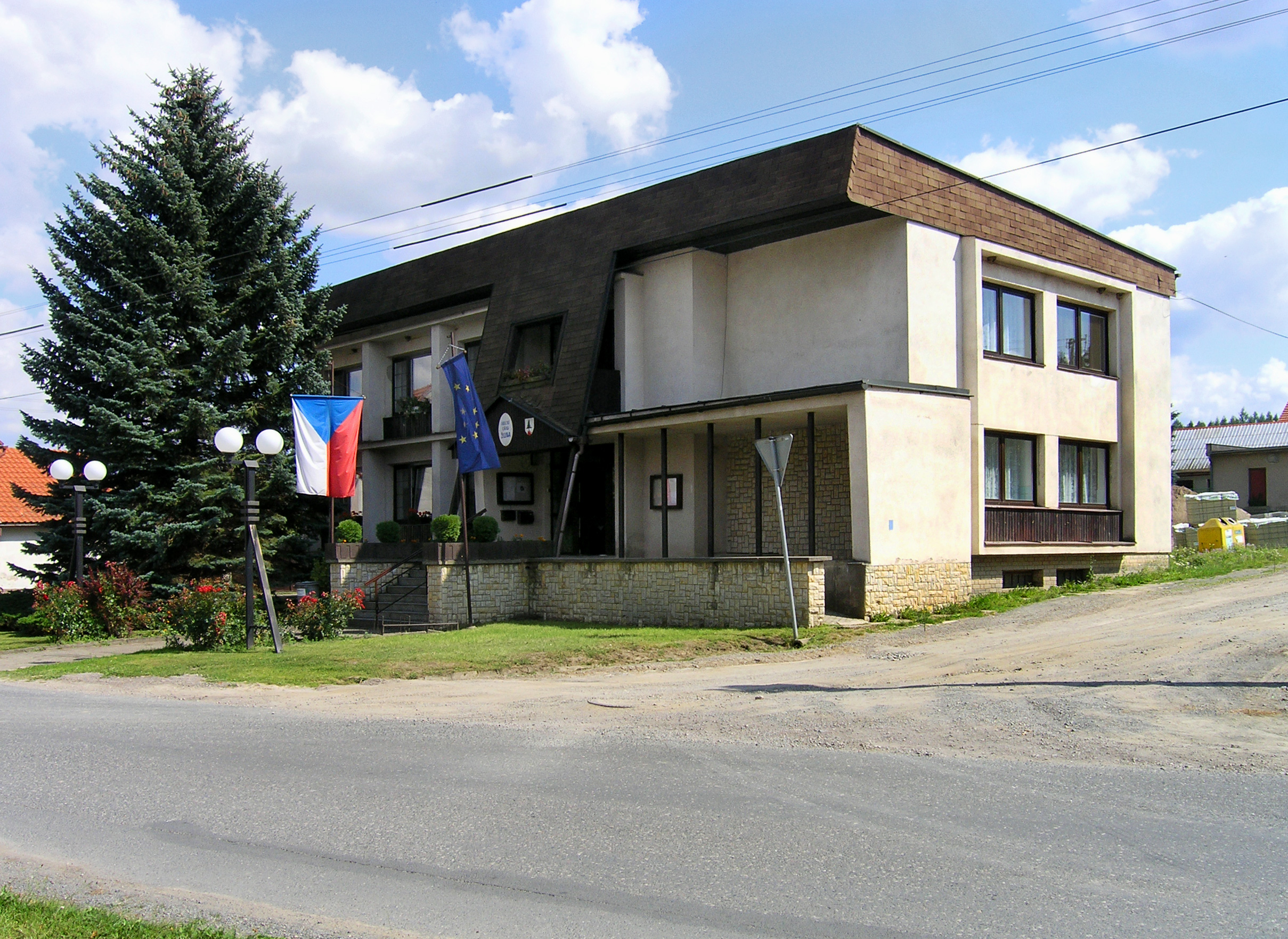
Budova obecního úřadu
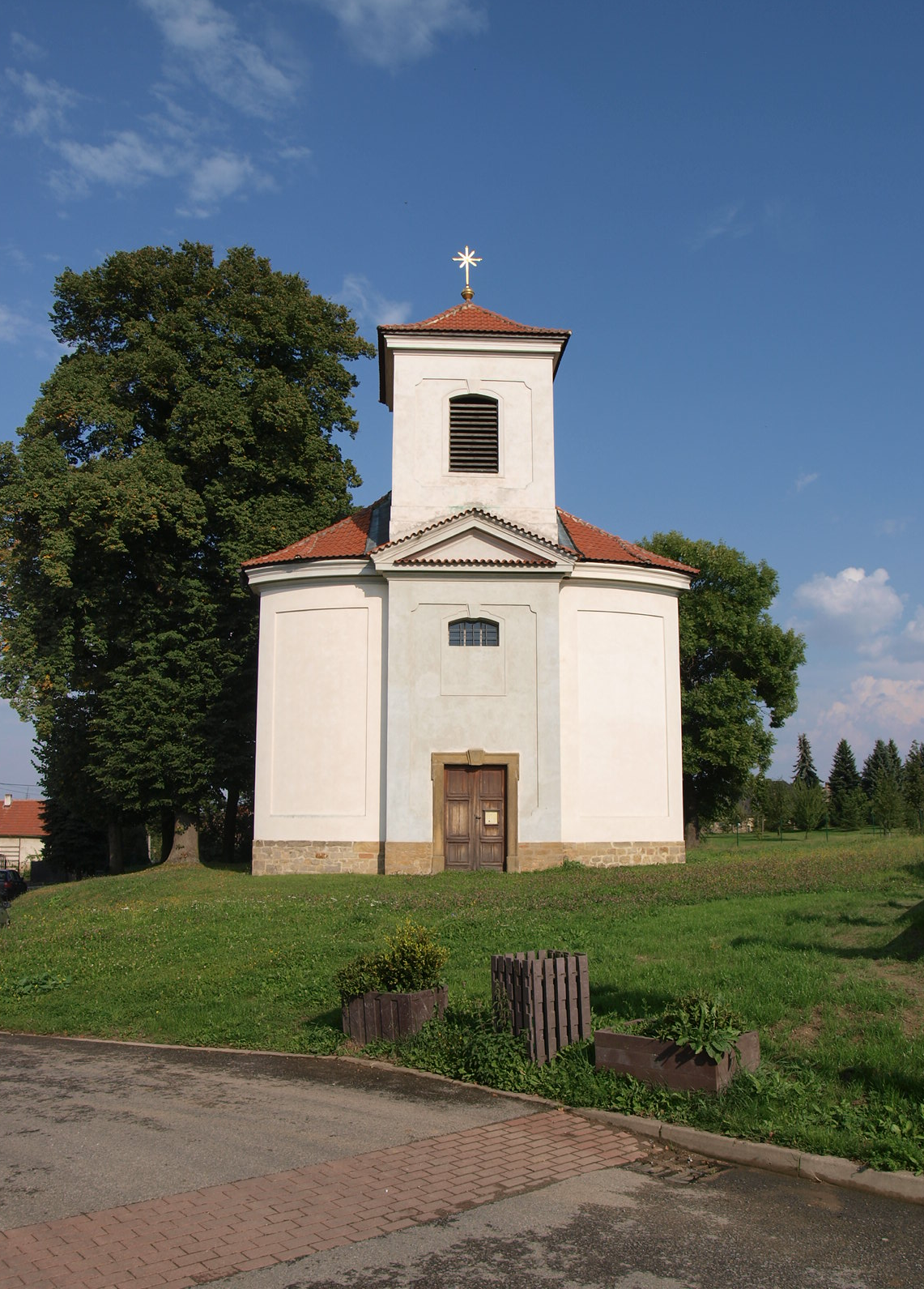
Kostel Narození Panny Marie
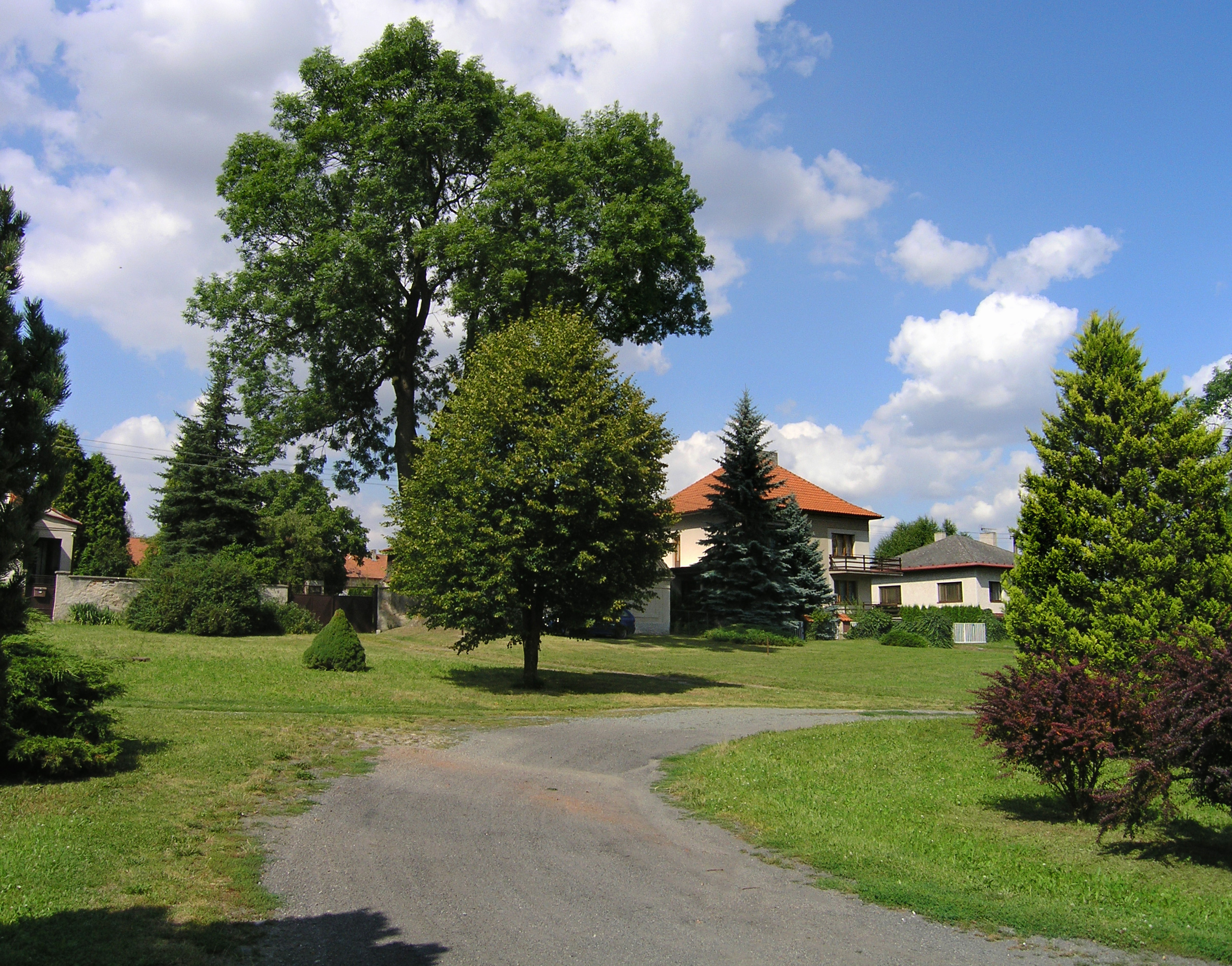
Náves s chráněnými stromy